# Lasioctena sisyraea
Lasioctena sisyraea is een vlinder uit de familie zakjesdragers (Psychidae). De wetenschappelijke naam van deze soort is voor het eerst geldig gepubliceerd in 1887 door Meyrick.